# Dyer (Indiana)
Dyer is een plaats (town) in de Amerikaanse staat Indiana, en valt bestuurlijk gezien onder Lake County.

## Demografie
Bij de volkstelling in 2000 werd het aantal inwoners vastgesteld op 13.895.
In 2006 is het aantal inwoners door het United States Census Bureau geschat op 15.481, een stijging van 1586 (11,4%).

## Geografie
Volgens het United States Census Bureau beslaat de plaats een oppervlakte van
15,4 km², geheel bestaande uit land. Dyer ligt op ongeveer 214 m boven zeeniveau.

## Plaatsen in de nabije omgeving
De onderstaande figuur toont nabijgelegen plaatsen in een straal van 8 km rond Dyer.